# Гамера-Шмирко Тетяна Ярославівна
Тетя́на Яросла́вівна Гаме́ра (* 1983) — українська спортсменка-легкоатлетка. Спеціалізувалася в бігу на довгі дистанції.

## З життєпису
Навчалася в Кременецькому гуманітарно-педагогічному інституті — відділення фізичного виховання, 2005 року закінчила Львівський державний університет фізичної культури.
На Чемпіонаті України з легкої атлетики-2010 посіла четверте місце — дистанція 5000 метрів. Того ж року здобула бронзову нагороду в напівмарафоні у польському місті Косцян.
Перемогла в Краківському марафоні-2011. Учасниця Чемпіонату світу з легкої атлетики-2011; посіла 15-те місце.
У січні 2012 року побила рекорд України на Осацькому марафоні з часом 2:24:46. На World's Best 10K пробігла зі своїм кращим часом — 33:25 хв. На Празькому півмарафоні покращила свій кращий час — 1:12:15. На Prefontaine Classic в Юджині (США) покращила свій час на 10000 метрів — 32: 50,13 хв.
Учасниця Олімпійських ігор-2012; зайняла п'яте місце в жіночому марафоні.
2013 року перемогла в Осацькому марафоні з покращенням свого часу — 2:23:58. 2014-го претендувала на перемогу в Осацькому марафоні. У січні виграла третій Осацький марафон з національним рекордом — 2:22:09.
25 листопада 2015 року Федерація легкої атлетики України дискваліфікувала Тетяну з 30 вересня 2015 року по 29 вересня 2019 року через порушення допінгових правил. Усі її результати з 26 серпня 2011 року по 30 вересня 2015 року анулювали, включаючи національний рекорд 2:22:09, встановлений на Марафоні в Осаці в січні 2015 року.